# Alfred Duriau
Pour les articles homonymes, voir Duriau.
Alfred Duriau, né le 6 décembre 1877 à Mons et mort dans cette ville en 1958, est un peintre, dessinateur et graveur belge. 

## Biographie
Alfred Florent Duriau, né le 6 décembre 1877 à Mons, est le fils de Philippe Duriau, concierge, et d'Aimée Beauvois. Il se marie avec Nella Caisson puis après son décès en 1899 avec Jeanne Pottier.
Il étudie à l'Académie royale des Beaux-Arts de Mons. Il est formé à la gravure par Auguste Danse, au dessin par Antoine Bourlard et à la peinture sous la direction d'Émile Motte qui dirige l'Académie de Mons de 1899 à 1928. Il remporte le premier grand prix de Rome en 1906 pour la gravure ce qui lui permet de passer deux ans à étudier l'art à Rome. Il pratique tous les procédés graphiques et picturaux : la peinture à l'huile, le pastel, le crayon polychrome, l'eau-forte, la pointe sèche, l'aquateinte et la mine de plomb. En 1906, il est membre fondateur du cercle artistique L'Estampe.
Il est professeur à l'Académie royale des Beaux-Arts de Mons de 1912 à 1947 où il enseigne d'abord le dessin, puis la gravure et la ciselure.
Alfred Duriau, comme la plupart des graveurs contemporains, se détourne de la tradition dans la gravure qui consistait à représenter des scènes historiques ou des tableaux anciens. Plus que des représentations idéalisées, son art pictural recherche plus de lumière et de vie. Il s'oriente parfois vers le symbolisme particulièrement présent avec son maître, le peintre Émile Motte.
L'œuvre gravée du Duriau comporte une série romaine (avec les ruines et les paysages de l'Italie) et une série wallonne (avec les coins pittoresques de Mons et du Borinage). Dans la série wallonne il grave des sujets locaux notamment les paysages urbains et des sujets folkloriques.

## Sélection d'œuvres
Quelques gravures d'Alfred Duriau :
- Fête du Lumeçon ;
- Singe de la Grand-Place ;
- Car d'or à la Procession ;
- Hôtel de Ville de Mons ;
- Cour de l'Hôtel de Ville ;
- Place du Chapitre ;
- Église Saint-Nicolas ;
- Église de Sainte-Elisabeth ;
- Jardin de l'Académie sous la neige ;
- Christ gisant ;
- Le Forum vu du Mont Palatin, estampe, 1911 ;
- Le Matin au Wauxhall à Mons, peinture à l'huile, 1925 ;
- Sainte Waudru sous la neige, gravure, 1925 ;
- Dos de femme, gravure, 1925 ;
- Intérieur de l'église d'Echternach, aquateinte, 1927.

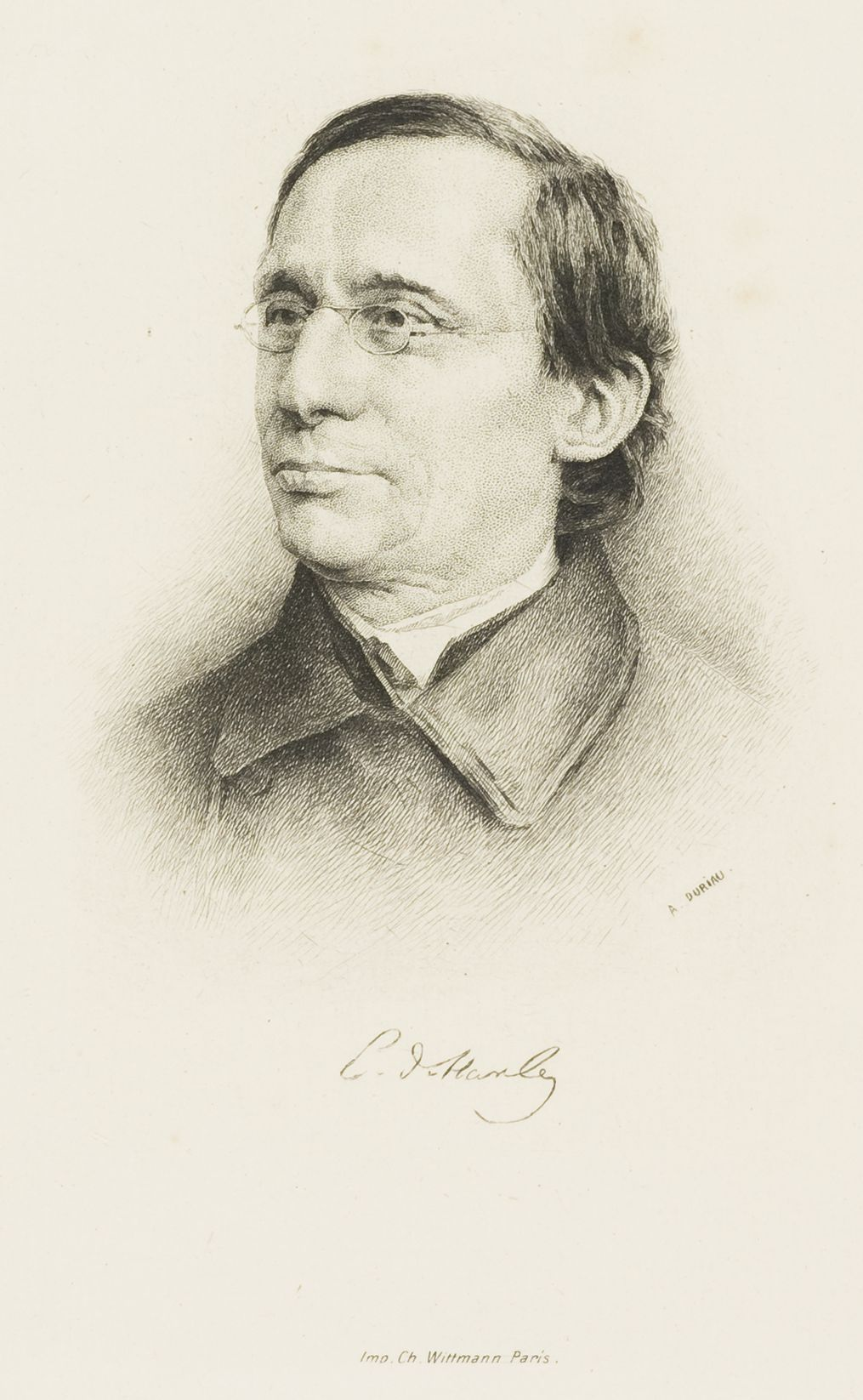
Charles de Harlez (par Alfred Duriau)
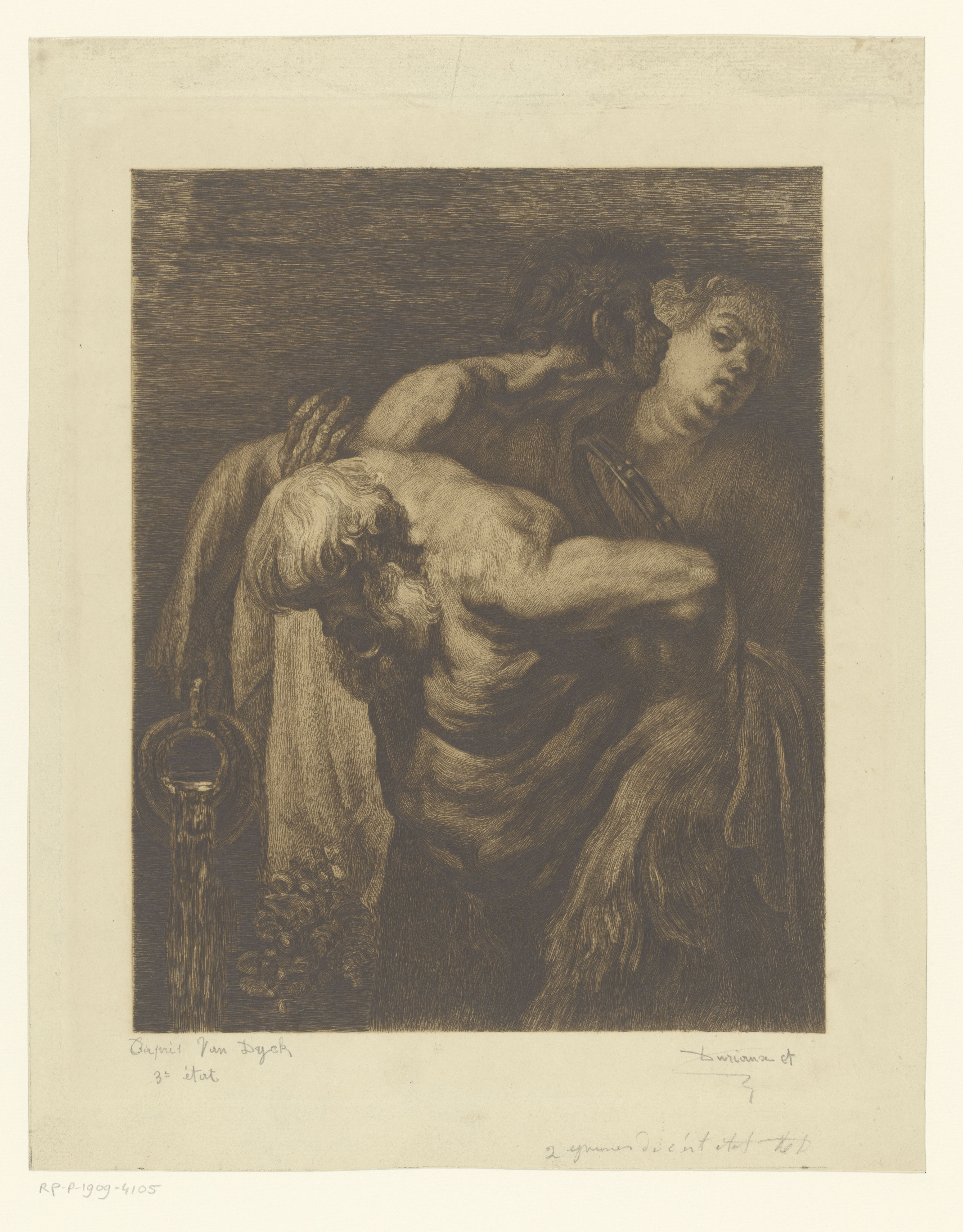
Silène (par Alfred Duriau)

## Distinction
- Officier de l'ordre de Léopold II en 1956 (Belgique).